# Smilax ilicifolia
Smilax ilicifolia är en enhjärtbladig växtart som beskrevs av Nicaise Auguste Desvaux och William Hamilton. Smilax ilicifolia ingår i släktet Smilax och familjen Smilacaceae. Inga underarter finns listade.